# Designpreis der Landeshauptstadt München
Der Designpreis der Landeshauptstadt München wird alle drei Jahre für das herausragende Gesamtwerk von Münchner Designerinnen und Designern bzw. Teams verliehen. Berücksichtigt werden alle Bereiche des Designs: Möbel-, Schmuck-, Licht-, Schrift- und Graphikdesign. In erster Linie soll ein künstlerisches Werk oder eine künstlerische Persönlichkeit ausgezeichnet werden. Im Ausnahmefall können auch Persönlichkeiten gewürdigt werden, die besondere Leistungen in Wissenschaft und Lehre und für die Kunstvermittlung erbracht haben. Der Preis ist mit 10.000 Euro dotiert.
Vorschlagsrecht hat eine vom Münchner Stadtrat einzuberufende Kommission, die aus Fachjuroren und Mitgliedern des Stadtrats besteht.
Der Designpreis wird alternierend mit dem Architekturpreis und dem Kunstpreis der Landeshauptstadt München vergeben.

## Preisträger
- 1993: Pierre Mendell
- 1995: Hermann Jünger
- 1997: Herbert H. Schultes
- 1999: Ingo Maurer
- 2002: Günter Gerhard Lange
- 2005: Erico Nagai
- 2008: Rolf Müller
- 2011: Alexander Neumeister
- 2014: Florian Hufnagl
- 2017: Otto Künzli
- 2020: Günter Mattei
- 2023: Ayzit Bostan